# Myopa confusa
Myopa confusa är en tvåvingeart som beskrevs av Stuke 2004. Myopa confusa ingår i släktet Myopa och familjen stekelflugor. Inga underarter finns listade i Catalogue of Life.